# Recognize No Authority
Recognize No Authority è il primo album in studio della band thrash metal Détente.

## Il disco
Recognize No Authority esce nel 1986 per la Roadrunner Records dopo tre demo realizzate tra il 1984 e il 1985.
L'album apre con Losers, un brano tipicamente thrash con ritmiche velocissime e la voce marcia di Dawn Crosby.Russian Roulette,Shattered Illusions e  Blood I Bleed sono altrettanto veloci e devastanti e hanno portato i Détente a essere una band thrash metal di culto.Recognize No Authority è stato ristampato nel 2007.

## Tracce
1. Losers
2. Russian Rulette
3. It's Your Fate
4. Holy War
5. Catalepsy
6. Shattered Illusions
7. Life is Pain
8. Blood I Bleed
9. Widow's Walk
10. Vultures in the Sky

## Formazione
- Dawn Crosby - voce
- Ross Robinson - chitarra
- Caleb Quinn - chitarra
- Steve hochheiser - basso
- Dennis Butler - batteria